# 7 × 57 mm Mauser

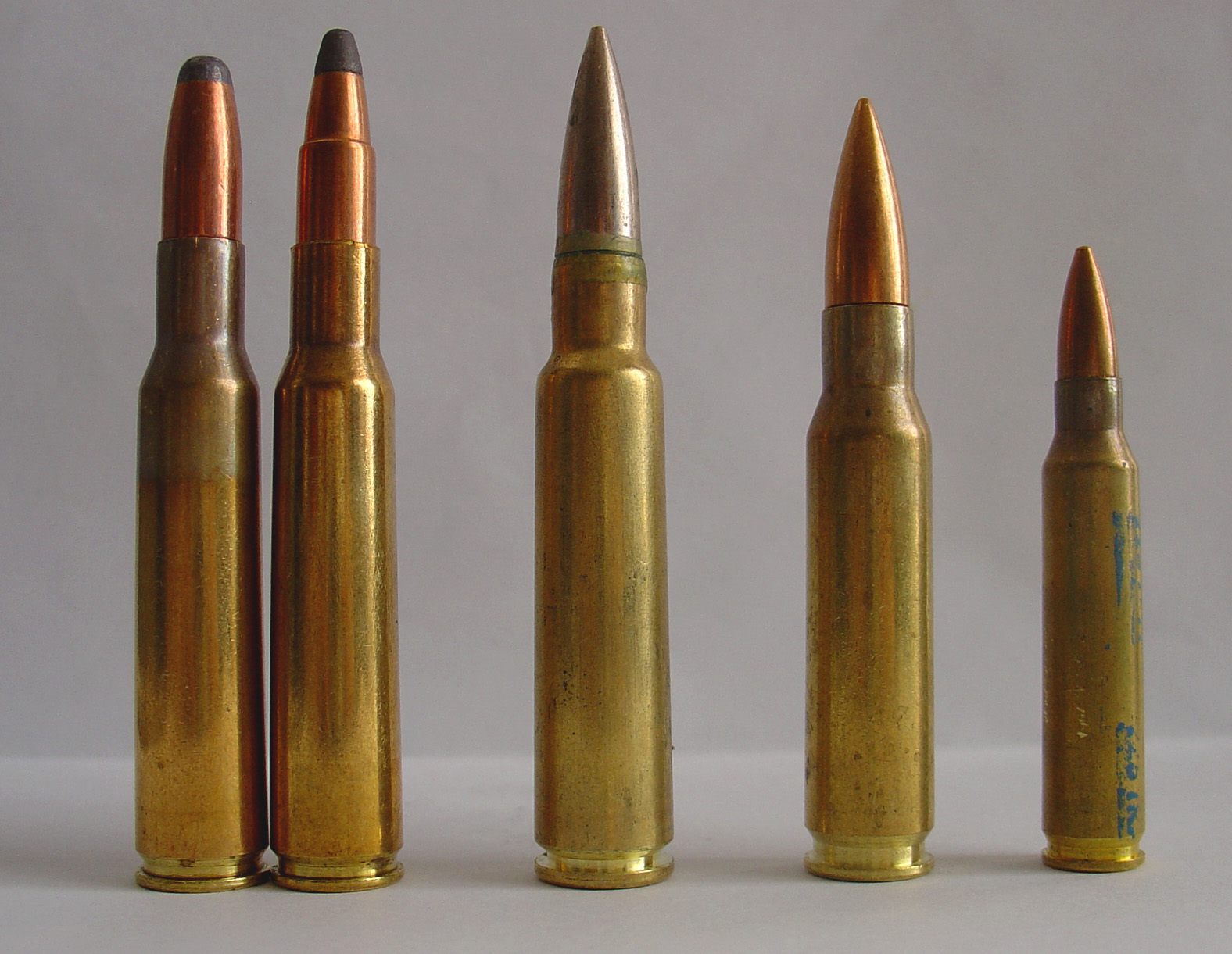
2 náboje 7×57 vedle náboje 7,5×55 Swiss / GP11 (uprostřed), .308 Winchester a .223 Remington (vpravo)

Náboj 7 × 57 a 7 × 57R patří k loveckým nábojům využívaným k lovu veškeré evropské, ale i severoamerické zvěře, snad jen s výjimkou aljašského medvěda. Uvádí se, že Angličan Dalrymple Maitland Bell, známější jako Karamojo Bell, slavný lovec africké zvěře, s ním úspěšně lovil i slony. Ze 1011 zabitých slonů zastřelil 800 kusů zblízka s náboji 7×57 mm střelou do hlavy. Často pronásledoval slony vysokou savanovou trávou a pak se posadil na rameno svého loveckého asistenta, aby mohl lépe střílet.

## Historie
U ráže 7×57 jde původně o vojenský náboj, zkonstruovaný Paulem Mauserem v roce 1892 pro jeho pušku model 92. Náboj navazuje na už osvědčené typy 8×57 anebo 6,5×57. Prvním zákazníkem byla španělská armáda. Tady byl používaný více než 50 let; dalšími uživateli byli Búrové (Búrské války). Zbraně Mauser ráže 7×57 se držely po dlouhá léta jako standardní vojenské pušky. Až během 2. světové války a v období po ní, kdy došlo k zavádění samonabíjecích či automatických pušek, nastal úpadek používání této ráže jako vojenského náboje.

## Specifikace

Nákres náboje

- Používané hmotnosti střel: 140 - 175 grainů
- Průměrná úsťová rychlost: 770 m/s
- Průměrná úsťová energie: 3 030 J
- Optimální nástřelná vzdálenost: 154 m (Střela SP, 9,1g)
- Balistický koeficient G1/G7: 0,21 (Střela SP, 9,1g)

## Dnešní využití
Kromě skvělé pověsti při vojenském využití zaujal 7x57 značnou pozornost jako sportovní a později i jako lovecký náboj. I když jeho význam poklesl ve prospěch modernějších ráží, drží se v nabídce všech větších výrobců střeliva.